# Kalenice (district de Strakonice)
Pour les articles homonymes, voir Kalenice.
Kalenice (en allemand : Kallenitz ou Kalenitz) est une commune du district de Strakonice, dans la région de Bohême-du-Sud, en République tchèque. Sa population s'élevait à 85 habitants en 2020.

## Géographie
Kalenice se trouve à 15 km à l'ouest de Strakonice, à 65 km au nord-ouest de České Budějovice et à 194 km au sud-ouest de Prague.
La commune est limitée par Horažďovice au nord, par Kladruby et Štěchovice à l'est, par Volenice au sud-est et au sud, par Frymburk au sud, par Kejnice à l'ouest et par Hejná au nord-ouest.

## Histoire
La première mention écrite du village date de 1045.